# Арно, Бернар
Берна́р Жан Этье́н Арно́ (фр. Bernard Jean Étienne Arnault; род. 5 марта 1949) — французский бизнесмен, инвестор и коллекционер произведений искусства. Он является основателем, председателем совета директоров и генеральным директором LVMH — крупнейшей в мире компании в сфере товаров класса люкс. Арно — один из самых богатых людей в мире: по состоянию на май 2025 года его состояние оценивается в 148,7 миллиарда долларов США по версии Forbes и в 155 миллиардов долларов по данным Bloomberg Billionaires Index.
Арно вышел на рынок товаров класса люкс после приобритения в 1984 году находившегося в тяжёлом финансовом положении текстильного и торгового конгломерата Boussac Saint-Frères, в состав которого входил престижный модный дом Christian Dior. Благодаря агрессивной деловой тактике, включавшей реструктуризацию Dior и распродажу других активов с прибылью, он получил прозвище «Терминатор».
В 1987 году Арно сыграл ключевую роль в создании компании LVMH (акроним от Louis Vuitton Moët Hennessy) путём слияния модного дома Louis Vuitton с производителем шампанского и коньяка Moët Hennessy. Через серию стратегических приобретений и инвестиций он превратил LVMH в ведущую компанию в индустрии предметов роскоши, обеспечив её масштабный рост и выход на рынки моды, ювелирных изделий, часов и вин.
Влияние Арно распространяется не только на LVMH: он инвестирует в интернет-компании и занимается филантропией, особенно в сфере искусства. Он участвовал в значительных проектах в сфере недвижимости и яхт. Благодаря его руководству LVMH стала крупнейшей компанией по рыночной капитализации в еврозоне. Несмотря на противоречия, включая попытку получить бельгийское гражданство, деловая хватка Арно укрепила его статус ключевой фигуры на мировом рынке роскоши.
Кавалер Большого креста ордена Почётного легиона с 29 декабря 2023 года.

## Биография
Бернар Арно родом из французского города Рубе. Учился Арно в одной из престижнейших высших школ Франции École Polytechnique. В 21 год Бернар получил диплом инженера, но по специальности почти не работал. Арно стал компаньоном отца и через 4 года возглавил семейную строительную фирму Ferret-Savinel. Ещё через некоторое время он договорился о продаже семейного предприятия, при том счёл нужным «обрадовать» отца только когда сделка уже была завершена. Продав семейный бизнес, Арно переехал в США, где провёл несколько лет, изучая бизнес-приёмы слияний и поглощении компаний корпорациями. Из США он вернулся вооружённый арсеналом типично американских приёмов по агрессивному захвату компаний.
В 1984 году внимание Арно привлёк недавно обанкротившийся текстильный конгломерат Boussac, который среди прочего владел и Домом моды Christian Dior. Методично превращая все ценные активы Boussac в деньги, Арно решил тем не менее оставить за собой компанию Christian Dior. Довольно скоро он задумал и запустил проект по созданию компании, которая стала бы мировым лидером по предметам роскоши. С этой целью он с 1988 года начал скупать акции недавно образованной компании Moët Hennessy Louis Vuitton (LVMH). В середине 1990-х он влил в состав LVMH дома моды Givenchy и Céline, производителя часов TAG Heuer, парфюмерную компанию Sephora, поставщика вина Chateau d’Yquem (марка, известная с конца XVI века) и ряд других фирм. В 2000-е годы количество подразделений LVMH измерялось уже десятками; ныне их около 50..
Бернар Арно знаменит многочисленными благотворительными акциями. Он спонсировал картинные галереи[какие?], поддержку инвалидов и «поиск новых талантов» в бизнесе и в искусстве. В 2019 его фонд выделил 200 млн евро на восстановление пострадавшего от пожара Нотр-Дам-де-Пари.
В 2012 году бизнесмен обратился за бельгийским гражданством. Хотя сам Арно заявил, что его действия вызваны стремлением развивать инвестиции в Бельгии, многие полагают, что речь идёт о желании уклониться от налогов после того, как президент Франции Франсуа Олланд решил ввести 75-процентный налог для тех, чьи доходы превышают миллион евро в год. 10 сентября Арно подал в суд на газету Libération, которая поместила на первую страницу его фотографию с заголовком: Casse-toi, riche con! (с фр. — «Отвали, богатый м***к»). Эти слова являются перефразированной репликой Николя Саркози, бывшего президента Франции, брошенной 23 февраля 2008 человеку, отказавшемуся пожать ему руку: Casse-toi, pauvre con! (pauvre в данном контексте переводится как «жалкий»).

## Состояние
Бернар Арно долгие годы является одним из богатейших людей Франции согласно рейтингам, публикуемым журналом Forbes. В 2011—2012 гг. бизнесмен поднимался на 3-ю позицию списка самых богатых людей мира, имея личный капитал в 41 миллиард евро.
В 2013 году отрасль пережила значительное падение и это затронуло благосостояние господина Арно: его капитал сократился до 29 миллиардов евро, в самый конец первой десятки.
2014—2016 гг. были для французского миллиардера достаточно удачными, его состояние снова пошло в рост, но вернуться в десятку Forbes это уже не помогло. В начале 2017 года финансы предпринимателя вернулись к докризисному уровню, что подняло его на 11-ю строчку рейтинга.
Весной 2018 года стал богатейшим человеком в Европе, по версии агентства Bloomberg, с состоянием в 81 миллиарда евро. По данным на июль 2022 год с состоянием в 165,9 млрд долларов США занимает 2-е место в мире по величине личного капитала .
Список Forbes признал бизнесмена самым богатым человеком в мире в декабре 2022 года.

## Личная жизнь
В 1973 году Арно женился на Анне Деваврен. У них родилось двое детей, Дельфина и Антуан. Они разошлись в 1990 году. В 1991 году он женился на Элен Мерсье, пианистке канадского происхождения. У них трое сыновей, Александр, Фредерик и Жан. Арно и Мерсье живут в Париже. У Арно четверо внуков: двое от сына Антуана и двое от дочери Дельфины.
Все пятеро детей занимают официальные должности в брендах, контролируемых Арно.

## Коллекция искусства
Коллекция Арно включает работы Пикассо, Ива Кляйна, Генри Мура и Энди Уорхола. Он также сыграл важную роль в становлении LVMH как значительного мецената во Франции. Конкурс LVMH Young Fashion Designer был создан как международный конкурс, открытый для студентов из школ изобразительного искусства. Ежегодно победитель получает грант на поддержку создания дизайнерской марки и год наставничества.
С 1999 по 2003 год он владел аукционным домом искусств Phillips de Pury & Company и выкупил первого французского аукциониста Таяна. В 2006 году Арно начал проект по созданию Фонда Louis Vuitton. Здание, посвященное творчеству и современному искусству, было построено по проекту архитектора Фрэнка Гери. Торжественное открытие Фонда в парижском акклиматизационном саду состоялось 20 октября 2014 года.

## Награды

### Французские
- Орден Почётного легиона:
  - Кавалер (1 января 1995)[27].
  - Офицер (14 июля 2001)[28].
  - Командор (2 января 2007)[29].
  - Великий офицер (14 июля 2011)[30].
  - Кавалер Большого креста (29 декабря 2023)[31]
- Орден Искусств и литературы степени командора (н/д)[32].

### Иностранные
- Орден «За заслуги перед Итальянской Республикой» степени великого офицера (23 марта 2006, Италия)[33]. Вручён президентом Италии Джорджо Наполитано[34].
- Орден Британской империи почётной степени Рыцаря-Командора (7 октября 2012)[35][36]. Вручён принцем Чарльзом[37].
- Медаль Пушкина (9 октября 2017 года, Россия) — за заслуги в укреплении дружбы и сотрудничества между народами, плодотворную деятельность по сближению и взаимообогащению культур наций и народностей[38].